# لوكاس هوفر
لوكاس هوفر (بالإيطالية: Lukas Hofer)‏ هو متسابق بياثل إيطالي، ولد في 30 سبتمبر 1989 في برونيك في إيطاليا.

## وصلات خارجية
- لوكاس هوفر على موقع IBU (الإنجليزية)
- لوكاس هوفر على موقع اللجنة الأولمبية الدولية (الإنجليزية)
- لوكاس هوفر على موقع أوليمبيديا (الإنجليزية)
- لوكاس هوفر على موقع اللجنة الأولمبية الإيطالية (الإيطالية)